# Jorge Sampaio
Jorge Fernando Branco de Sampaio (escucharⓘ) (Lisboa, 18 de septiembre de 1939-Carnaxide, 10 de septiembre de 2021) fue un político portugués. Fue presidente de Portugal entre 1996 y 2006.

## Biografía

### Familia
Jorge Sampaio descendía por su abuela materna de una familia judaica portuguesa y vivió algunos años de su juventud en Estados Unidos e Inglaterra, debido a la actividad profesional del padre, médico. Su padre, Arnaldo Sampaio, fue un especialista en Salud Pública. Su madre, Fernanda Bensaúde Branco de Sampaio, fue profesora particular de lengua inglesa. 

### Matrimonio y descendencia
Jorge Sampaio estaba casado y tuvo dos hijos. 

## Carrera política
Inició su carrera política cuando cursaba Derecho en la Universidad de Lisboa. Estuvo envuelto en la contestación al régimen fascista y fue líder de la asociación de estudiantes de Lisboa entre 1960 y 1961. Después de su graduación en 1961, inició una carrera notable como abogado, muchas veces envuelto en la defensa de varios prisioneros políticos.
Después de la Revolución de los Claveles del 25 de abril de 1974, fue fundador del MES (Movimiento de Izquierda Socialista), pero abandonó el proyecto poco después. En 1978 se adhirió al PS, el Partido Socialista, donde permaneció siempre. Su primera elección como diputado por Lisboa en la Asamblea de la República fue en 1979. Entre este año y 1984, fue un miembro de la Comisión Europea para los Derechos Humanos, donde desempeñó un trabajo importante en esas materias.
Entre 1987 y 1988 fue presidente del Grupo Parlamentario del Partido Socialista. En 1989 fue presidente electo del partido, un puesto que ejerció hasta 1992. También en 1989, Sampaio fue elegido alcalde de Lisboa y posteriormente fue reelegido en 1993. En 1995, anunció el deseo de presentarse a la Presidencia de la República. 

### Presidencia
Ganó la elección inmediatamente en la primera vuelta, contra Aníbal Cavaco Silva, el anterior primer ministro, y se hizo presidente el 14 de enero de 1996. Después de un primer mandato sin controversias, fue reelegido el 14 de enero de 2001.
Como presidente, su acción se centró en los aspectos sociales y culturales. En la escena política internacional, Sampaio fue un importante contribuidor para la toma de conciencia de la causa por la independencia de Timor Oriental. 

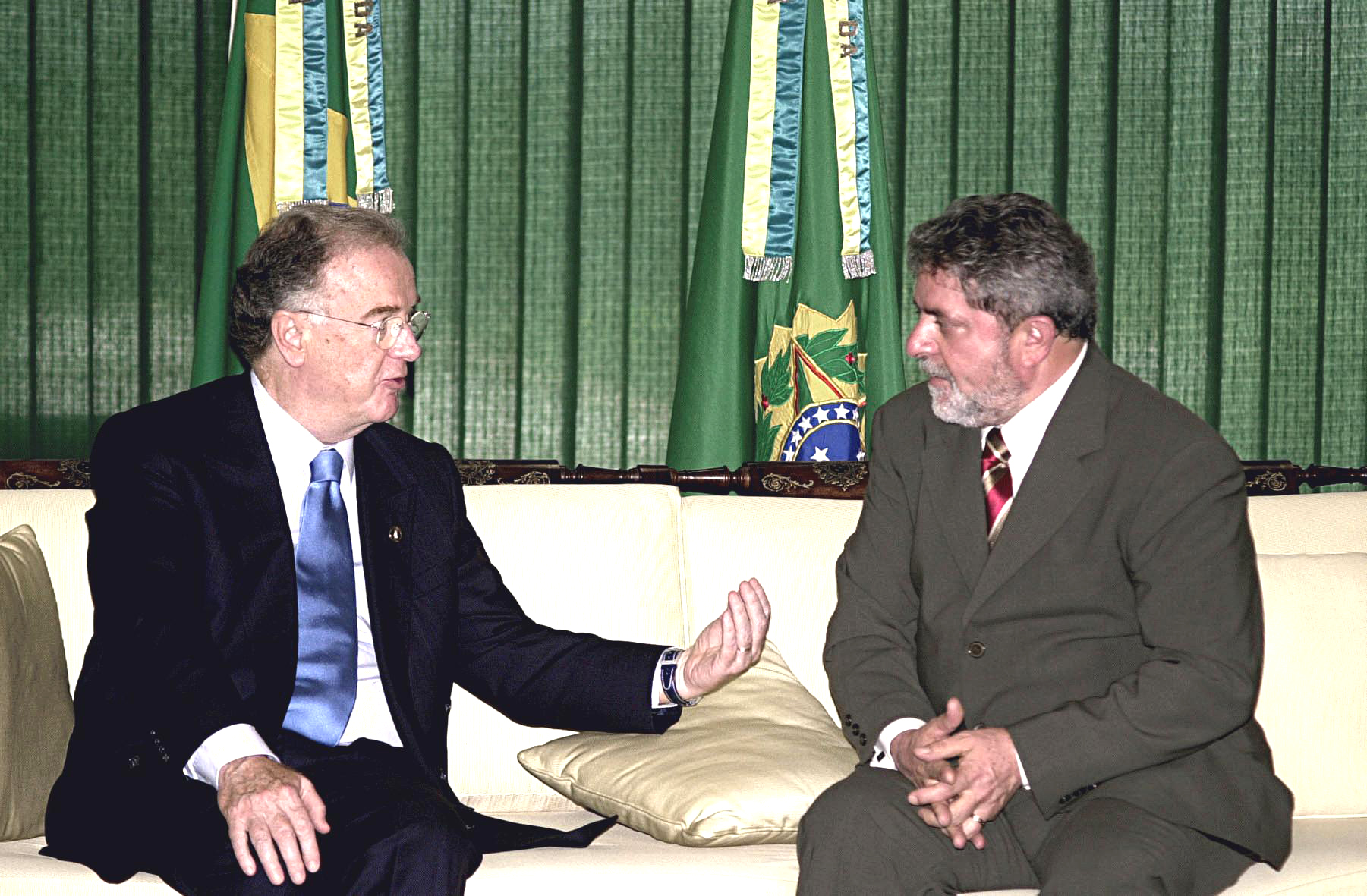
Jorge Sampaio y el presidente de Brasil Lula da Silva.

La presidencia de Jorge Sampaio se marcó siempre por un sentido firme de prudencia y moderación, un estilo que le aseguró un primer mandato sin controversias. En 2004, sin embargo, su decisión de no convocar elecciones anticipadas después de la dimisión del primer ministro conservador José Manuel Durão Barroso fue discutida por todos los partidos de izquierda y acabó por influir en la decisión de dimisión del líder del Partido Socialista Eduardo Ferro Rodrigues; y en 2005, su decisión inversa de disolver el Parlamento y de convocar elecciones anticipadas fue discutida por todos los partidos de derecha, que constituían una coalición de mayoría estable, y la cual hay sido motivada por discordancia con el procedimiento político del entonces primer ministro Pedro Santana Lopes.
El 11 de septiembre de 2000 el Gobierno de España le concedió el collar de la Orden de Carlos III.
En 2007 fue nombrado por el secretario general de las Naciones Unidas, Ban Ki-Moon, como Alto Representante de esta organización internacional para la Alianza de Civilizaciones.

## Distinciones honoríficas
Collar de la Orden de Carlos III (2000)